# Roberto Kautsky
Roberto Anselmo Kautsky (Domingos Martins, 23 de maio de 1924 - Cariacica, 25 de maio de 2010) foi um botânico e ecologista brasileiro.
Nasceu na região serrana do Espírito Santo, possuidora de uma das maiores biodiversidades do planeta. Orquidófilo, bromeliófilo, autodidata, amador, é doutor honoris causa pela Universidade do Rio de Janeiro, honorary trustee do Journal of Bromeliad Society (Estados Unidos) e The Cryptanthus Society Journal e ainda mais uma centena de títulos honoríficos.
Em colaboração com cientistas nacionais e internacionais, estudou e revelou ao mundo mais de uma centena de novas espécies da flora e fauna da região serrana do Espírito Santo, publicadas em livros e revistas especializadas.
Declarou como de preservação uma área de 300.000 m² de mata atlântica de propriedade de sua família, e a enriqueceu com mais de 100.000 mudas de orquídeas, bromélias e outras plantas coletadas em desmatamentos ocorridos nos últimos trinta anos no município de Domingos Martins.
Em agosto de 2003, foi fundado por um grupo de amigos de Roberto Kautsky o Instituto Kautsky, para dar continuidade a seu trabalho de estudo, pesquisa, preservação e recuperação da flora da região serrana do Espírito Santo.
Seu pai, Roberto Carlos Kautsky, imigrante austríaco chegado ao Brasil em 1907, teve seu interesse despertado pela beleza das orquídeas da região, iniciando estudos de taxonomia das orquídeas e transmitindo ao filho o mesmo interesse. Foi o fundador da marca de refrigerantes Coroa.
Roberto Kautsky morreu aos 86 anos na noite do dia 25 de maio de 2010, no Hospital Meridional, em Alto Laje, Cariacica. Seu Roberto, como era conhecido, descobriu um tumor no estômago um mês antes do falecimento e foi internado. Faleceu em decorrência das complicações da diabetes e pressão alta.